# In Our Love
"¿«In Our Love» (en español: «En nuestro amor») es el tercer sencillo del segundo álbum de la cantante británica Caron Wheeler Beach of the War Goddess. La canción alcanzó el #61 en el Billboard Top R&B Songs.

## Listas musicales
| Lista musical           | Posición |
| ----------------------- | -------- |
| Billboard Top R&B Songs | 61       |